# Raffy Ádám
Raffy Ádám (született Kupfer Miksa) (Vértes, 1898. augusztus 14. – Budapest, 1961. november 30.) orvos, regényíró, műfordító. Réz Ádám és Pál műfordító-irodalomtörténészek apja.

## Életútja
Kupfer Márton fakereskedő és Klein Róza fiaként született izraelita vallású családban. Középiskolát Nagyváradon végzett, felsőbb tanulmányait Bécsben és Budapesten folytatta, Kolozsvárt szerzett orvosi oklevelet (1920). Pályáját Frankfurt am Mainban tanársegédként kezdte a Vaterländischer Frauenverein klinikáján; 1925-től Aradon, majd 1938-tól Nagyváradon nőgyógyász és sebész. 1925-ben házasságot kötött Budapesten dr. Czeizler Erzsébettel (1900–1986). 1947-től Budapesten élt.

## Munkássága
Szakmunkái családi nevén (Kupfer Miksa) a nőgyógyászat köréből a Zentralblatt für Gynäkologie, Schweizerische Medizinische Wochenschrift és az Erdélyi Orvosi Lap hasábjain jelentek meg (1927-29); orvosszociológiai írásaiban a magzatelhajtás kérdéseivel is foglalkozott. Fordításában jelent meg N. M. Gelbert Keresztények a zsidó fronton című munkája (Kolozsvár 1938) s Giszkalay Jánossal közösen Heine Confessio Judaica című művének egy része (Atta troll. Egy nyáréji álom. Lugos 1935), valamint Franz Werfel, André Maurois és Henri Lefèbvre több kötete.
A Független Újság és a lugosi Kézirat szépirodalmi munkatársa, ezenkívül számos filmforgatókönyvet, rádiójátékot írt, életregényei közül kitűnnek Giordano Bruno, Paracelsus, Messmer doktor, Eleonora Duse színésznő élettörténetei. Relle Pállal közösen szerkesztette az Örök betűk című antológiát és az Erdélyi Egyetemes Könyvtárat (1940-42).
Művei közül Erdélyben jelent meg: A bölcsek köve (Paracelsus életregénye. 1941) és a Séta Bellaggióban (Kisregény. 1941); erdélyi tárgyú regénye a Varga Katalin életét feldolgozó Erdélyi Szent Johanna (1948).

## Fontosabb művei
- A máglya. Giordano Bruno életregénye; Rózsavölgyi és társa, Bp., 1936
- A léleklátó. Mesmer doktor életregénye; Rózsavölgyi és társa, Bp., 1937
- A bölcsek köve Paracelsus regényes élete; Grafika Ny., Nagyvárad, 1941 (Erdélyi egyetemes könyvtár)
- Heródes. Regény; Rózsavölgyi, Bp., 1939
- Séta Bellagioban; Grafika Ny., Nagyvárad 1942 (Örök betűk)
- Örök szomjúság Duse Eleonóra életregénye; Körmendy, Bp., 1943
- Erdélyi Szent Johanna. Regény; Magyar Téka, Bp., 1948
- Kárhozottak. Regény; Körmendy, Bp., 1948
- Vesalius. Az orvostudomány nagymestere; Művelt Nép, Bp., 1951
- Wenn Erasmus ein Tagebuch geführt hätte...; Litteratura, Bp. , 1955
- Két malomkő. Regény; Szépirodalmi, Bp., 1955
- Wenn Giordano Bruno ein Tagebuch geführt hätte...; Litteratura, Bp. , 1956
- Ha Giordano Bruno naplót írt volna...; Gondolat, Bp., 1957